# Scenopinus cavifrons
Scenopinus cavifrons är en tvåvingeart som först beskrevs av Krober 1937.  Scenopinus cavifrons ingår i släktet Scenopinus och familjen fönsterflugor. Inga underarter finns listade i Catalogue of Life.